# Nosaltres, ex-valencians
Nosaltres, exvalencians. Catalunya vista des de baix és un assaig col·lectiu realitzat per Toni Mollà, Joan Dolç, Emili Piera, Francesc Bayarri, Rafa Arnal i Manuel S. Jardí. El llibre és un conjunt d'opuscles en el qual els autors ofereixen unes reflexions sobre la personalitat valenciana, i es va presentar com allunyat dels tòpics i versions oficials tant del País Valencià com de Catalunya. Els seus autors van impulsar també un web, amb la intenció d'afavorir el debat sobre les idees versades al llibre. Un dels objectius dels autors en escriure el llibre era el de fer una lectura crítica del fusteranisme, encara que els autors tenien a Joan Fuster i la seua obra com a referent.
Tot i la seua intenció provocadora, l'impacte del llibre en el debat del nacionalisme valencià va ser limitat, potser en comparació a les expectatives que els autors havien creat a les presentacions, i al fet que als textos es tractaven temes que no eren centrals en el debat nacionalista. Tanmateix, algunes de les crítiques versades al llibre, sobretot pel que fa al paper d'Eliseu Climent i Acció Cultural en el món valencianista o la necessitat d'entendre el fusteranisme com un legat ideològic ampli anaven consolidant-se a mitjans de la dècada dels 2000. Una altra de les denúncies que els autors volien fer pública era l'oblit de la literatura valenciana dins del conjunt de la literatura en català.